# NGC 2313
NGC 2313 (również LDN 1653) – mgławica emisyjna znajdująca się w gwiazdozbiorze Jednorożca. Odkrył ją Heinrich d’Arrest 4 stycznia 1862 roku. Mgławica ta związana jest z gwiazdą zmienną V565 Mon.